# Hoplitis strymonia
Hoplitis strymonia là một loài Hymenoptera trong họ Megachilidae. Loài này được Tkalcu mô tả khoa học năm 1999.